# Alain Drufin
Alain Drufin, né le 11 juillet 1942 à La Chapelle-Saint-Mesmin (Loiret) et mort le 12 février 2024 à Nant (Aveyron),, est un athlète français, spécialiste du lancer du poids et du lancer de disque.

## Biographie
Il débute en compétition en 1956, minime première année, licencié à l'Arago sport orléanais. En 1961, il participe aux Jeux de l'Amitié à Abidjan où il remporte le concours de poids et termine 3e au disque. Il a obtenu des victoires lors des rencontres Espagne-France à Madrid en 1961 et Pays-Bas-France à Berg-op-Zoom en 1962.
Il remporte le titre de champion de France du lancer du poids en 1966.
En juin 1966 à Long Beach en Californie, il réalise son meilleur lancer au disque avec une marque à 54 m 12. Le 31 juillet 1966, à Thonon-les-Bains, il établit un nouveau record de France du lancer du poids avec 18,06 m. Ce record sera battu en septembre 1966 par Pierre Colnard. Au mois d'août, il participe aux Championnats d'Europe de Budapest mais échoue en qualifications au disque et au poids. Il cesse la compétition à l'issue de la saison afin de se consacrer à une carrière d'ingénieur.